# Певзнер, Иосиф Максимович
Иосиф Максимович Певзнер (1893, Баку — 26 апреля 1938, полигон Коммунарка, Московская область) — руководитель партизанского движения на Дальнем Востоке.
Сыграл большую роль в создании народно-революционной армии Дальневосточной республики.
Певзнер — командир «Особого Коммунистического» отряда, один из прототипов героя Фадеева Левинсона в романе «Разгром».
По воспоминаниям Фадеева, отряд Певзнера был «самым дисциплинированным, самым неуловимым и самым действенным… Он совершенно был лишён черт „партизанщины“. Это была настоящая сплочённая боевая воинская часть».

## Биография
Родился в Баку; выходец из рабочей семьи и сам рабочий-слесарь.
В 1921 году был назначен военно-партийной конференцией Дальнего Востока (вместе с А. Фадеевым) делегатом на X съезд РКП(б) с правом решающего голоса. В дальнейшем Певзнер занимался военной и хозяйственной работой. Председатель Союзнефтеэкспорта Наркомата внешней торговли СССР.
Проживал по адресу: Москва, улица Садовая-Самотечная, дом 11, квартира 8. Арестован 21 февраля 1938 года по обвинению в шпионаже, 26 апреля 1938 года осуждён ВКВС СССР (по Сталинскому списку от 19 апреля 1938), приговорён к высшей мере наказания, в тот же день расстрелян на полигоне Коммунарка. Реабилитирован в 1956 году.